# Glória (keresztnév)
A Glória latin eredetű női név, jelentése: dicsőség.

## Gyakorisága
Az 1990-es években igen ritka név, a 2000-es években nem szerepel a 100 leggyakoribb női név között.

## Névnapok
- április 11.[2]
- május 13.[2]

## Híres Glóriák
- Gloria Estefan kubai énekesnő
- Gloria Gaynor amerikai énekesnő
- Gloria Swanson amerikai színésznő
- Gloria Reuben kanadai színésznő
- Gloria Stuart amerikai színésznő